# Rullstol

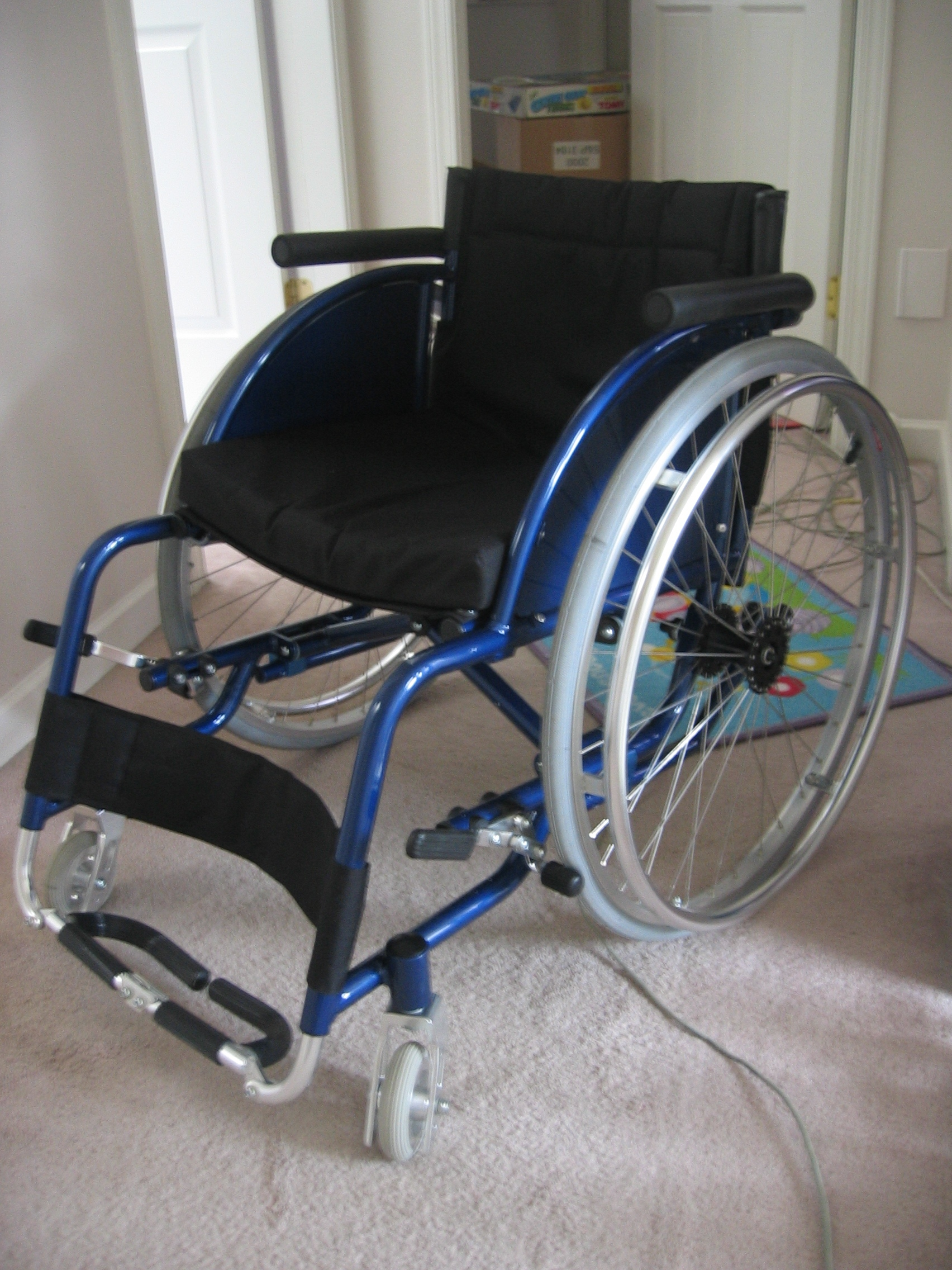
En lättviktsrullstol

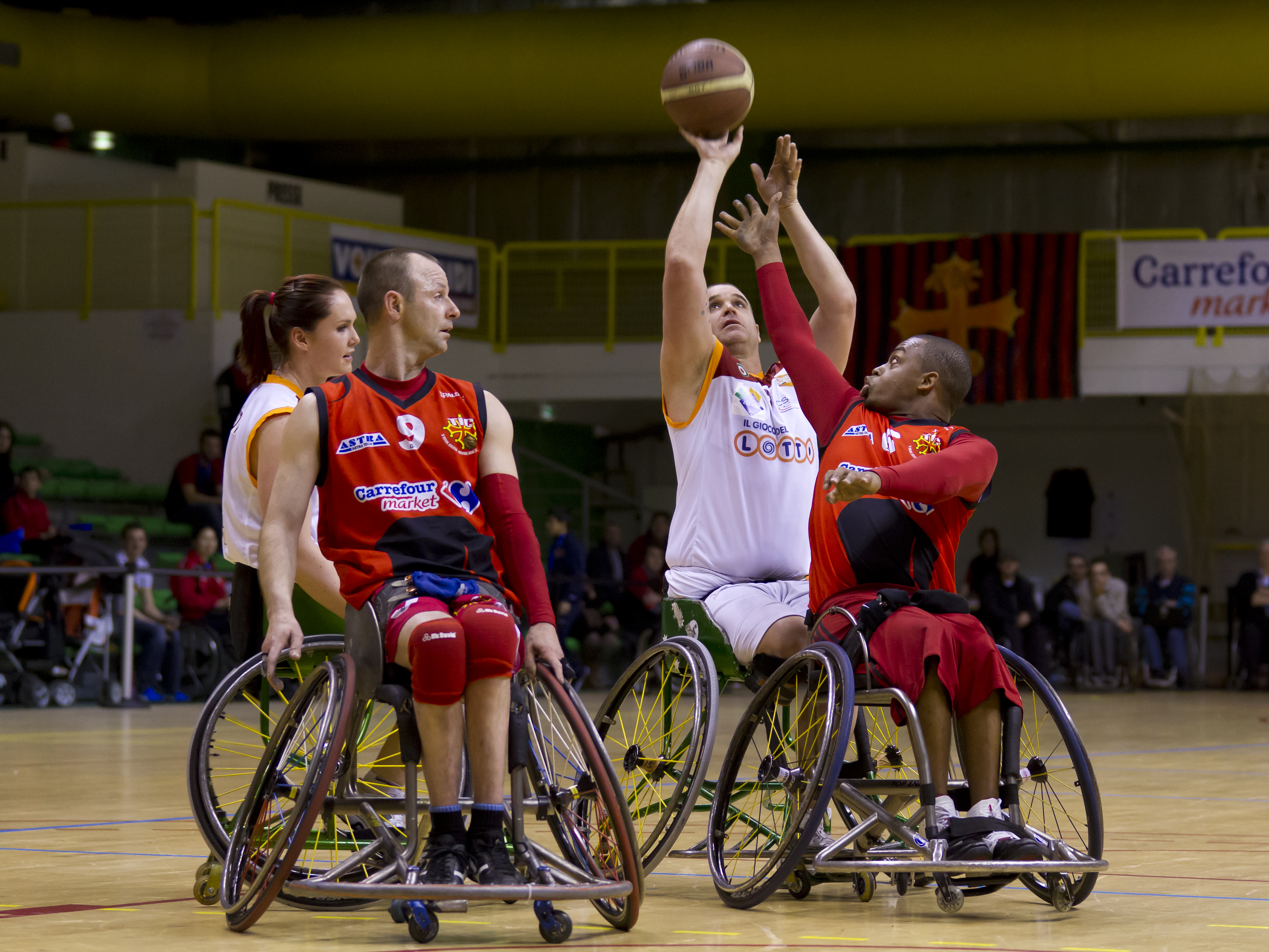
Rullstolsbasket

Rullstol är ett redskap för förflyttning – en hjulförsedd stol – avsedd för personer med rörelsenedsättning till följd av skada, sjukdom eller ålderdom. Den grundläggande rullstolen består av ett mjukt säte, fotstöd, handtag på baksidan, fyra hjul varav två stora bak och två mindre fram, en aluminiumram, ekrade hjul (oftast) och armstöd. Rullstolar kan också vara försedda med tippskydd baktill som en säkerhetsanordning för att undvika fall bakåt. Vid mer avancerade manövrer är dessa i vägen varför många rullstolsanvändare väljer bort detta tillbehör. Rullstolen kan framdrivas manuellt med hjälp av användarens händer eller fötter, alternativt med hjälp av en annan person som går bakom och skjuter på rullstolen. Det finns även elrullstolar, som drivs med en elmotor. Manuella rullstolar kan även förses med en hjälpmotor. Det finns rullstolar särskilt avsedda för speciella aktiviteter, framförallt sport. 
I Sverige kan de som har en funktionsnedsättning som gör dem beroende av rullstol låna en på antingen hjälpmedelscentraler eller sjukhus.
Den statliga myndigheten SBU konstaterar i en utvärdering av den samlade forskningen att rullstolsanvändare upplever att den elektriska rullstolen bidrar till delaktighet och oberoende samt att dess användbarhet bidrar till aktivitet.
För att rullstolen ska vara välfungerande är användarnas erfarenhet att det behövs praktisk träning, kunskap och information. Dessutom finns det vissa belägg för att rullstolen upplevs välfungerande när rullstolen ställs in utifrån individuella behov och när det finns tillgång till service.
Enligt SBU räcker inte forskningsunderlaget för att med någon vetenskaplig tillförlitlighet bedöma hur individens aktivitet, delaktighet, handlingsfrihet, livskvalitet och hälsa för både vuxna, ungdomar och barn påverkas av olika varianter, kombinationer och individanpassningar av rullstolar eller tilläggsutrustning till manuella rullstolar. Detsamma gäller inverkan av avgiftsfrihet och av friheten att själv kunna välja rullstol och tilläggsutrustning .
Utvärderingen visar också att praktiskt inriktade utbildnings- och träningsprogrammen i färdigheter att manövrera rullstolen (WSTP, WheelSeeYou, EpicWheels) kan leda till bättre manövreringsförmåga hos vuxna användare. För barn och ungdomar saknas det studier av detta.